# 서르버시

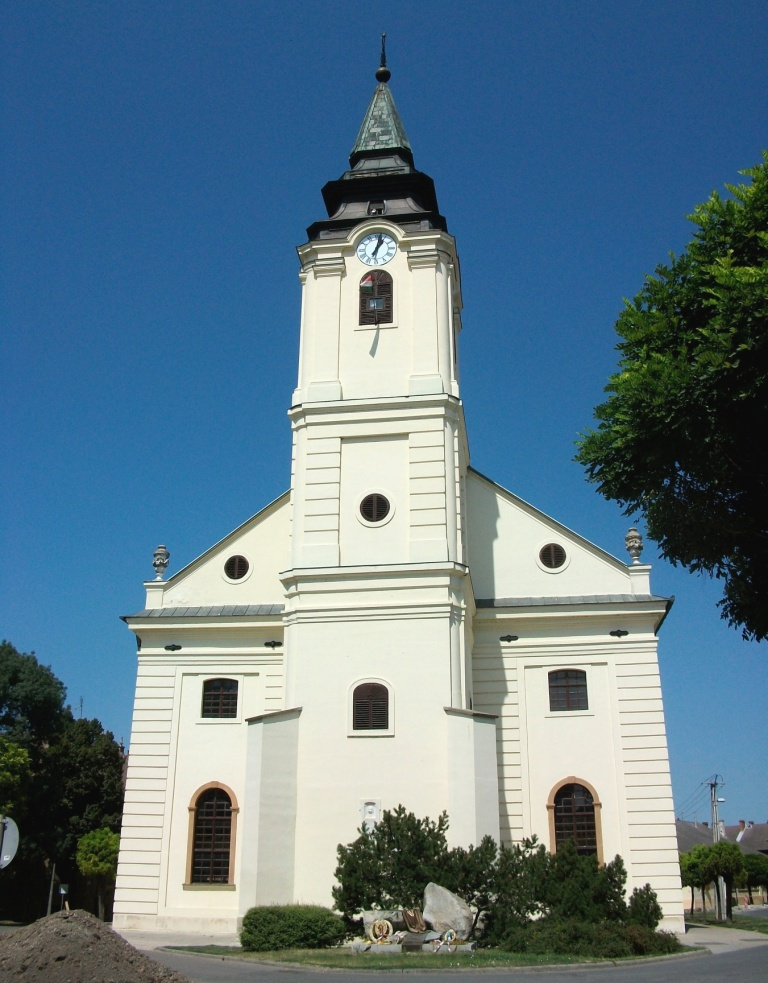
서르버시 옛 루터교 교회

서르버시(헝가리어: Szarvas)는 헝가리 베케시 주에 위치한 도시로 면적은 161.57km2, 인구는 16,954명(2011년 기준), 인구 밀도는 114.35명/km2이다. 도시 이름은 헝가리어로 "사슴"을 뜻한다.

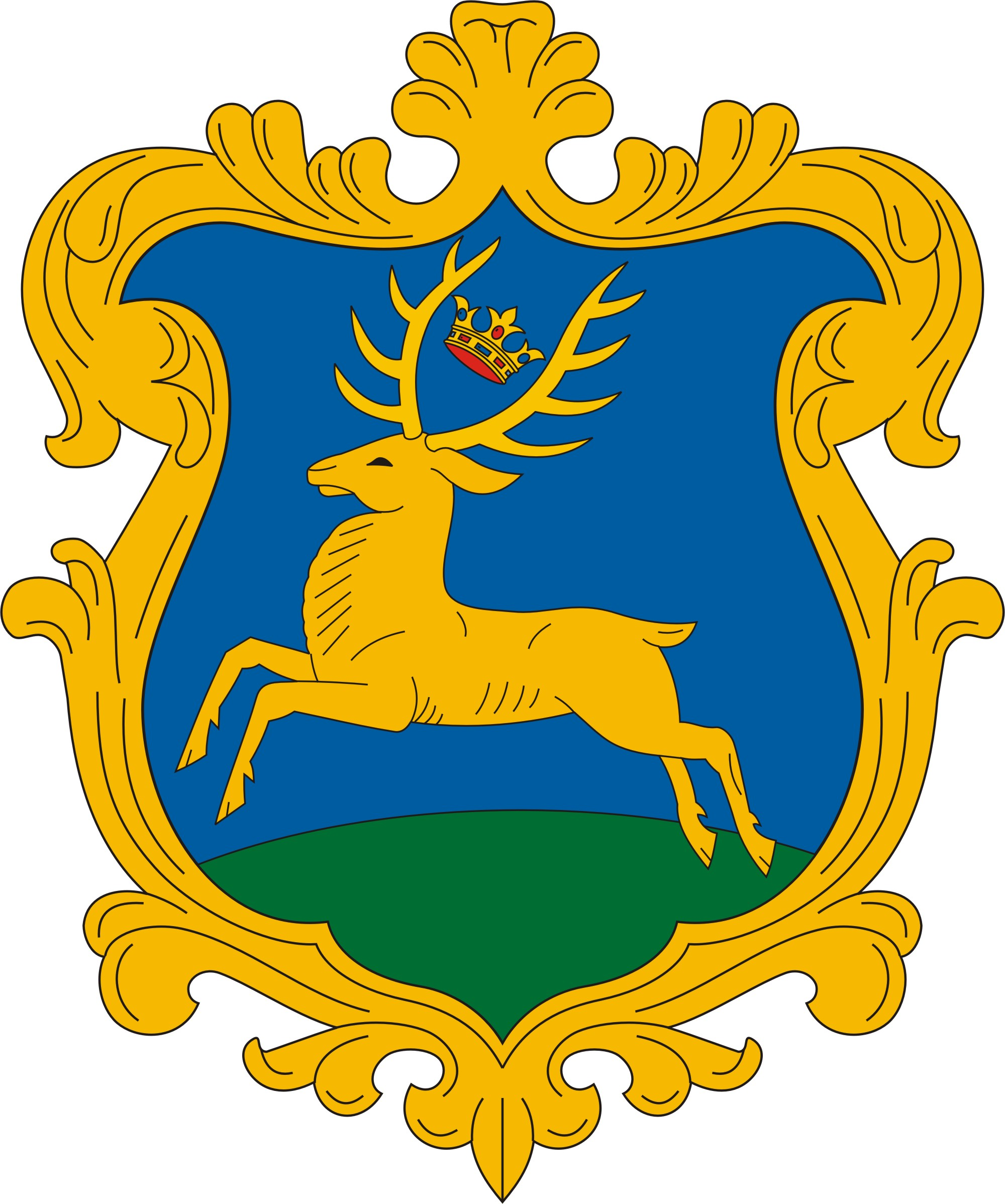
시 문장